# Amjad Bashir

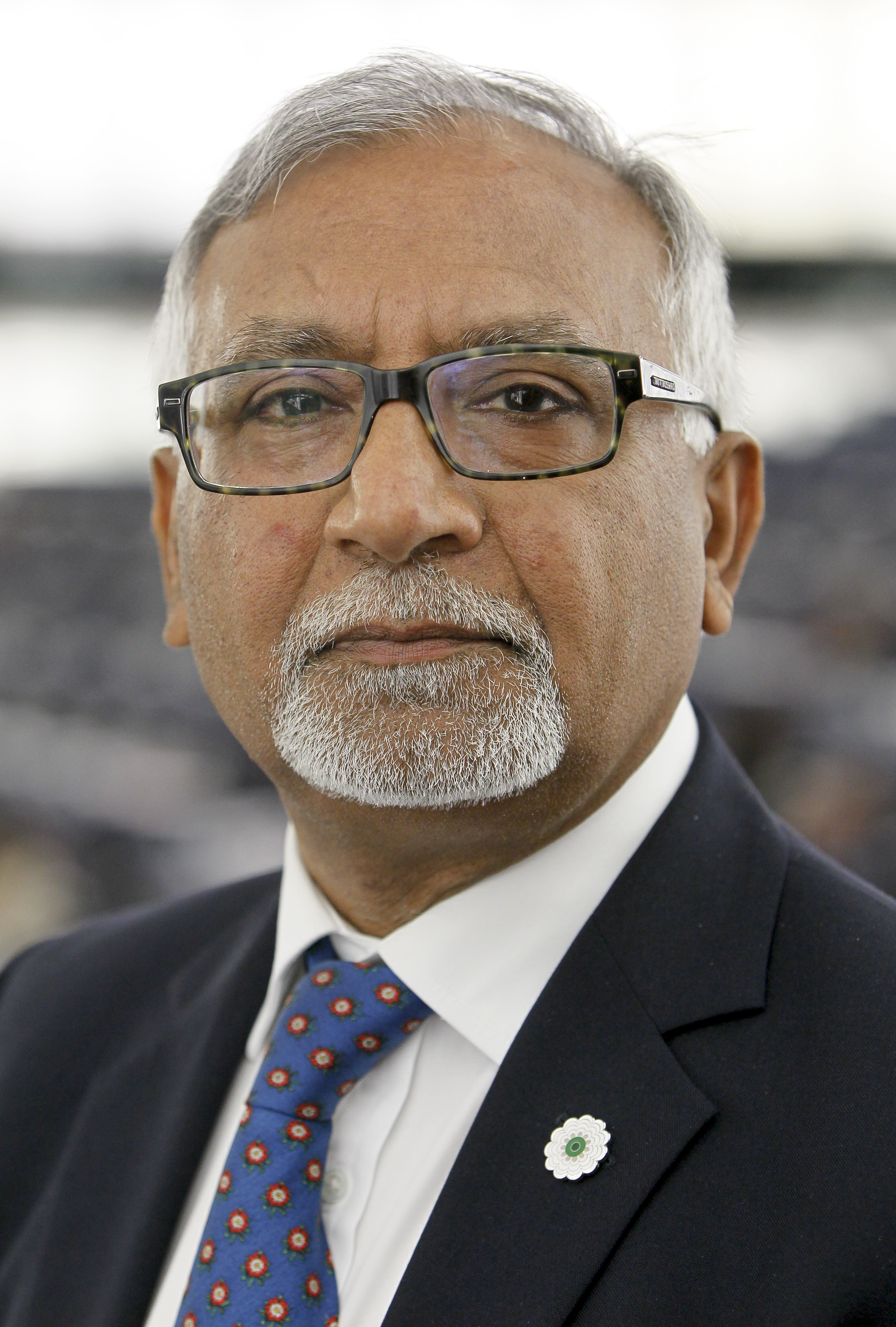
Amjad Bashir

Amjad Bashir (* 17. September 1952 in Jhelam, Gujrat, Punjab) ist ein britischer Politiker.
Bashir, der als selbständiger Restaurantbetreiber in Bradford und Manchester tätig ist und zuvor schon Mitglied der Labour Party und der Respect Party gewesen war, wurde 2014 für die UK Independence Party als Abgeordneter in das Europäische Parlament gewählt. Dort ist er Mitglied im Unterausschuss Menschenrechte. Am 24. Januar 2015 beschloss die UKIP den Ausschluss Bashirs aus Partei und Fraktion wegen Verwicklung in finanzielle Unregelmäßigkeiten; noch am selben Tag verkündete dieser seinen Übertritt zur Conservative Party.